# Seaford (Delaware)
Seaford – miasto w Stanach Zjednoczonych, w stanie Delaware, w hrabstwie Sussex.